# معركة شرور
وقعت معركة شرور في يوليو 1501. وانتهت بانتصار حاسم للجيش الصفوي. وبعد هذا النصر فُتح طريق الصفويين إلى تبريز واختفى الوند ميرزا من المشهد السياسي.

## خلفية
هزم إسماعيل الشروانشاه فرخ يسار في معركة جاباني عام 1500 واستولى على باكو في ربيع عام 1501. أثناء محاصرته لقلعة كلستان، سمع نبأ أن الوند ميرزا ملك الآق قويونلو قد جمع القوات وتحرك لمحاربته. على رغم من أن الوند نصحه بالبقاء في شروان وأن يصبح حاكمها.

## المعركة
التقى جيشان في سهل شرور. وكان لدى إسماعيل جيش يبلغ 7,000 جندي وكان لدى الوند ميرزا جيش يزيد عن 10,000 جندي. بالنسبة إلى روجر سيفوري، كان عدد جيش الوند أكبر بأربع مرات من عدد جيش إسماعيل. وتمكن إسماعيل من الانتصار بإظهار قدرة قيادية كبيرة. وعندما رأى الوند ميرزا أن جيشه قد تم حله، فر إلى أرزينجان.
قتل إسماعيل أيضًا القائد العسكري الشهير للآق قويونلو كاراتشاجاي خان في مبارزة فردية، مع أن إسماعيل كان عمره 14 سنة فقط في تلك المعركة.

## ما بعد المعركة
ذهب إسماعيل بعد انتصاره إلى تبريز. وبعد دخوله تبريز، أعلن نفسه ملكًا وأسس الدولة الصفوية. وبهذه المعركة استولى إسماعيل على أذربيجان. وهكذا جمع الموارد الغنية اللازمة لتوسيع دولته.